# Patrick Frey (Designer)
 Patrick Dae Jin Frey (* 1973 in Seoul/Südkorea) ist ein deutscher Industriedesigner.

## Leben
Patrick Dae Jin Frey ist in Seoul geboren und in Deutschland aufgewachsen. Bereits während seines Studiums an der Hochschule Hannover erhielt er zahlreiche Designpreise, unter anderem den Lucky Strike Junior Design Award. Seit der Gründung seines Designbüros in Hannover im Jahr 2007 arbeitet er für national und international renommierte Firmen.
Seit 2010 lehrt er an der HAWK Hochschule für angewandte Wissenschaft und Kunst Hildesheim/Holzminden/Göttingen. Außerdem ist er Vertretungsprofessor für Produktdesign an der Hochschule Hannover.

## Werke
- Möbel z. B. Kant
- Taschen
- Tischgeschirr
- Architektur
- Messegestaltung
- Keramik (Küchenspülen, Waschbecken), z. B. Villeroy & Boch[1]

## Auszeichnungen
- iF product design award 2010 für Nook, 2010
- iF product design award 2009 für Piu, 2009
- ddc ‚gute Gestaltung‘ 2007 für Trick Stick, 2007
- good design award (Chicago Athenaeum) für Trick Stick, 2007
- international design award Baden-Württemberg, 2006
- Focus Energy in silver for Trick Stick, 2006
- ddc ‚gute Gestaltung‘ Bronze 2005 für Kant, 2005
- good design award (Chicago Athenaeum) für Kant, 2003
- international design award Baden-Württemberg 2003
- Focus Balance silver für Trick Stick
- Winner Lucky Strike Junior Designer award 2003, Raymond Loewy foundation international, 2003
- iF design award, Kategorie: concepts für T1, 2002